# ديوغو دي ماسيدو
ديوغو دي ماسيدو (بالبرتغالية: Diogo de Macedo‏) هو رسام وكاتب برتغالي، ولد في 22 نوفمبر 1889 في فيلا نوا دغايا في البرتغال، وتوفي في 19 فبراير 1959 في لشبونة في البرتغال.